# Char 2C
Char 2C je bil supertežki tank Francije razvit v prvi svetovni vojni, ki pa je prišel prepozno, da bi se je lahko udeležil. Po svojih merah je to največji serijski tank, v dolžino je meril prek deset metrov, kar pa je bila bolj ovira kot prednost. Naredili so jih sicer le deset, kljub svoji popolni zastarelosti pa so ostali v uporabi vse do leta 1940, saj so jih prav zaradi velikosti radi uporabljali v propagandne namene. 

### Zgodovina
Začetki

Poleti leta 1916 je general Mouret podpisal pogodbo za začetek tajnega projekta FCM (Forges et Chantiers de la Mediterranée) za izgradnjo težkega tanka. Takrat Francija še ni imela potrebne infrastrukture za izgradnjo težkega tanka. 15. septembra 1916 je bil prvič uspešno izveden napad s pomočjo teh tankov. Prebivalce Francije je zanimalo, kako se njihova država razvija na tem področju, zato se je Mouret odločil, da pogleda, kakšen je napredek FCM-a. Ugotovil je, da razvoj miruje, zaradi česar je vzel vajeti v svoje roke. Ker se je Renault pri tem projektu trudil, ga je povabil k sodelovanju; Renault se je projekta lotil resno. Kmalu je pripravil skupino, katera je delala na projektu težkega tanka. Njegov oblikovalec, Rodolphe Ernst-Metzmaier, je naredil študijo težkega tanka, ki je bila sprejeta 30. decembra 1917. Veliko pripomb je letelo na Renaulta, da bi moral več vlagati v ta projekt, kot pa v projekt tanka FT-17, zato je bil nadaljnji razvoj tanka pod velikim vprašajem. Ko so se sporazumeli, so naročili 400 takšnih tankov, vendar do datuma, ko bi mogli biti tanki pripravljeni, ni bil izdelan niti eden. 

Uporaba

Vendarle so leta 1921 izdelali deset primerkov in jih nato ob vojni napovedi Nemčiji leta 1939 vključili v samostojni bataljon, kjer pa so jih uporabljali izključno za propagandne nastope in prireditve za dvigovanje morale vojaštva in javnosti, ne da bi jih kdajkoli sploh preizkusili v boju.

V propagandne namene so posamezne tanke poimenovali po francoskih pokrajinah:
| Številka | Ime       |
| -------- | --------- |
| 90       | Poitou    |
| 91       | Provence  |
| 92       | Picardie  |
| 93       | Alsace    |
| 94       | Bretagne  |
| 95       | Touraine  |
| 96       | Anjou     |
| 97       | Normandie |
| 98       | Berry     |
| 99       | Champagne |